# Опатов (станция метро)
«Опатов» (чеш. Opatov; до 22 февраля 1990 года — «Дружбы» (чеш. Družby)) — станция пражского метрополитена. Расположена на линии C, между станциями «Ходов» и «Гае».
Станция была открыта 7 ноября 1980 года в составе второго пускового участка линии C «Kačerov — Háje». Прежнее название — «Дружбы» (чеш. Družby).
Расположена в жилом микрорайоне Ходов, недалеко от автомагистрали D1 на Брно. От станции расходятся пригородные автобусные маршруты.
Станция имеет один наземный вестибюль, соединённый со станционным залом лестницей.